# Hôtel particulier Dourassov
L'hôtel ou palais Dourassov est un hôtel particulier situé à Moscou au 11, boulevard Pokrovsky, dans le centre historique de la capitale. Il a été construit à la fin du XVIIIe siècle pour la famille Dourassov. C'est un bel exemple d'architecture néoclassique de la fin du XVIIIe siècle à Moscou. Après 1932, l'académie militaire Kouïbychev s'y est installée, aujourd'hui c'est l'un des bâtiments de l'École des hautes études en sciences économiques. L'édifice est inscrit depuis 2006 au patrimoine culturel.

## Historique

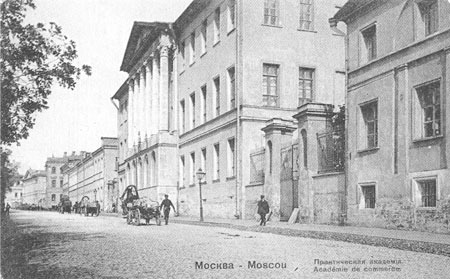
Le palais Dourassov vers 1900.

Ce petit palais néoclassique à portique corinthien hexastyle flanqué de deux petits balcons est construit dans les années 1790 pour le commandant de brigade Alexeï Nikolaïevitch Dourassov. Celui-ci était devenu très riche grâce à la dot de son épouse, Agraféna Ivanovna Miasnikova, héritière des richissimes Miasnikov et Tverdychev, propriétaires de mines dans l'Oural. La demeure qui comprend aussi des bâtiments de service et un manège est considérée comme ayant été dessinée par Matveï Kazakov. Elle est rapidement élargie du côté nord avec notamment un vestibule comprenant une rotonde à huit colonnes et une salle à deux rangées de fenêtres avec une scène. C'est à cette même époque que sont construites des ailes et la clôture avec ses deux portails.
Nikolaï Dourassov (1760-1818), homme original et hospitalier en est le propriétaire au début du XIXe siècle. Sous l'occupation napoléonienne, le palais sert d'état-major au général Vandamme qui doit quitter l'endroit au moment de l'incendie de 1812. Nikolaï Dourassov meurt sans héritier et la maison est mise en vente. Elle est achetée en 1825 par un autre original, le comte Dmitriev-Mamonov (1790-1863), immensément riche, mais qui finit par devenir fou. L'hôtel particulier est vendu par lui en 1844.
Il est acheté par l'Académie pratique des sciences commerciales, où les fils de riches entrepreneurs moscovites de la classe marchande viennent étudier, ainsi que les fils de la nouvelle petite bourgeoisie entrepreneuriale et certains étrangers. L'intérieur est donc réaménagé, les fenêtres du deuxième étages sont agrandies et un long couloir est installé au premier et au deuxième, ce qui anéantit l'enfilade des pièces. De plus un escalier de fer forgé est installé entre les étages. Une chapelle est aménagée dans l'ancien grand salon à deux rangées de fenêtres. En 1854, l'aile gauche est remplacée par un bâtiment surmonté d'un étage pour accueillir de nouvelles salles de classe. L'académie est fermée au début de l'année 1918 par les nouvelles autorités bolchéviques. Le nouvel institut des ingénieurs civils la remplace dans ses murs.
L'académie militaire Kouïbychev, qui forme de futurs officiers du génie et venue de Léningrad, s'y installe en 1932. L'aile droite est démolie pour construire à la place un nouveau bâtiment de salles d'études. Le bâtiment gauche est à son tour reconstruit en 1935. L'académie demeure entre ces murs jusqu'en 2006.
Toutes ces reconstructions ont altéré l'aspect architectonique originel de l'hôtel particulier. Celui-ci est restauré dans les années 1950 et la façade retrouve son aspect d'antan grâce à des dessins conservés dans un album ayant appartenu à Kazakov. L'académie militaire laisse la place en 2006 à l'École des hautes études en sciences économiques. L'édifice est inscrit au patrimoine culturel la même année. De nouveaux aménagements ont lieu à partir de 2011.

## Source de la traduction
- (ru) Cet article est partiellement ou en totalité issu de l’article de Wikipédia en russe intitulé « Усадьба Дурасовых » (voir la liste des auteurs).